# Nova Petra
Nova Petra (łac. Diocesis Novapetrensis) – stolica historycznej diecezji we Cesarstwie rzymskim w prowincji Numidia zlikwidowana w VII w. podczas ekspansji islamskiej, współcześnie w północnej Algierii. Obecnie katolickie biskupstwo tytularne. 

## Biskupi tytularni
| Lp. | Biskup                        | Funkcja                              | Od                | Do               |
| --- | ----------------------------- | ------------------------------------ | ----------------- | ---------------- |
| 1   | Carlos Ambrosio Lewis Tullock | biskup pomocniczy Panamy             | 22 czerwca 1965   | 22 maja 1986     |
| 2   | Raymundo Damasceno Assis      | biskup pomocniczy Brasíli (Brazylia) | 18 czerwca 1986   | 28 stycznia 2004 |
| 3   | Raffaello Funghini            | dziekan Roty Rzymskiej               | 31 stycznia 2004  | 17 maja 2006     |
| 4   | Antoni Stankiewicz            | dziekan Roty Rzymskiej               | 15 listopada 2006 | 4 stycznia 2021  |
| 5   | Gregory Gordon                | biskup pomocniczy Las Vegas (USA)    | 28 maja 2021      |                  |